# بیمارستان آیت‌الله خوانساری اراک
بیمارستان آیت‌الله خوانساری یکی از بیمارستان‌های شهر اراک و تنها مرکز درمانی بیماران سرطانی در استان مرکزی و یکی از قطب‌های درمان سرطان کشور ایران است.

## بهره‌برداری
کار ساخت این بیمارستان از سال ۱۳۵۸ تحت نظارت آیت‌الله خوانساری امام‌جمعه وقت شهر اراک آغاز شد.  با مدیریت آقای صالحی و با دعوت از خیرین کار احداث بیمارستان سرعت گرفت و طبق نقشه ی تمام شده بیمارستان توسط مهندسین به نام، یک بیمارستان ۱۰۰۰ تختی با باند هلیکوپتر و فضای سبز مناسب طراحی شده و با تلاش های بی دریغ مدیریت بیمارستان و کمک خیرین فاز اول بیمارستان در سال ۱۳۷۵ مورد بهره‌برداری قرار گرفت. بیمارستان مجهز به جدیدترین دستگاه های آزمایشگاهی و درمانی شده، و با بخش های اورژانس، زنان و‌زایمان، اتاق عمل، بخش های بستری و بخش های ویژه بزرگسالان و اطفال،  به صورت شبانه روزی و به صورت خیریه راه اندازی شد. بیمارستان با فضای سبز شاداب، روح بخش بیماران و همراهان بود. 
متاسفانه بدنبال کارشکنی های برخی مسئولین وقت استان، این بیمارستان که در حال خدمت رسانی به مردم بود، به صورت مظلومانه ای تعطیل شد.

## تعطیلی بیمارستان
علت تعطیلی این بیمارستان کار شکنی مسئولین استانی برای متوقف کردن وجود بیمارستان خیریه ای بود که توسط آیت الله خوانساری آغاز شده بود و با مجبور به استعفا کردن مدیر وقت بیمارستان، کار درمان در آن مرکز را متوقف و تعطیل کردند و بدنبال متروک کردن بیمارستان، شروع به تخریب های مکرر و بازسازی های مکرر طی سالیان طولانی کردند. متاسفانه با عدم رسیدگی، فضای سبز زیبا و نشاط آور بیمارستان، آسیب دیده و اقدام به خشک کردن درختان و قطع آنها کردند.
در طی سالهای تعطیلی فاز اول، در اقدام غیر قابل باور، اقدام به بخشش زمین های بیمارستان به سازمان های غیر درمانی کرده، و هدف اصلی آیت الله خوانساری که ساخت بیمارستان هزار تختی خیریه طبق نقشه موجود بود، به دست فراموشی سپرده شد.

## بازگشایی مجدد
بالاخره مسئولین وقت استان در سال ۱۳۸۵ پس از آسیب زدن کامل به پروژه ی خیریه بیمارستان و آسیب تمام به اراضی آن، این بیمارستان را به دانشگاه علوم پزشکی اراک واگذار کردند و با تخصیص بودجه از طرف هیات دولت به راه اندازی مجدد بیمارستان مشغول شدند.

## تبدیل به مرکز بیماران سرطانی
این بیمارستان به همت دولت نهم به قطب سرطان‌شناسی و پذیرش درمان بیماران سرطانی تبدیل شد.

## برنامه‌ها
ایده راه‌اندازی یکی از بزرگترین مراکز تحقیقات سرطان در ایران به این بیمارستان ارائه شد که در سال ۱۳۹۴ بخشی از آن گشایش یافت و مابقی درحال ساخت می‌باشد.